# Фикл

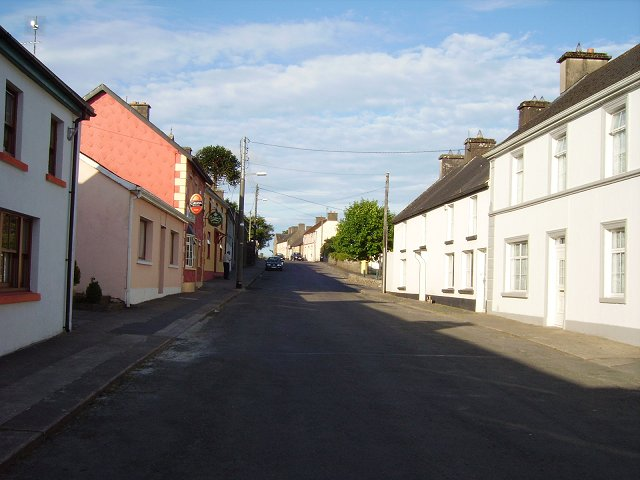

Фикл (англ. Feakle; ирл. An Fhiacail) — деревня в Ирландии, находится в графстве Клэр (провинция Манстер).

## Демография
Население — 122 человека (по переписи 2006 года). В 2002 году население составляло 149 человек.
Данные переписи 2006 года:
| Общие демографические показатели |               |                               |                               |      |      |
| Всё население                    | Всё население | Изменения населения 2002—2006 | Изменения населения 2002—2006 | 2006 | 2006 |
| 2002                             | 2006          | чел.                          | %                             | муж. | жен. |
| 149                              | 122           | −27                           | −18,1                         | 55   | 67   |